# Остров Ждановский
Ждановский, также известный как Купарсаари (фин. Kuparsaari) — остров/полуостров на Карельском перешейке, находящийся на реке Вуокса в Выборгском районе Ленинградской области.

## История
Ждановский стал местом ожесточенных боев 16 июня — 9 июля 1944 года, во время Советско-финской войны (1941—1944), когда через него проходила линия финской обороны, известная также как линия ВКТ (Выборг-Купарсаари-Тайпале). Финской армии, за счет переброски последних резервов из Восточной Карелиис.461, удалось сдержать натиск войск Ленинградского фронта и остановить продвижение советских войск на Карельском перешейке.